# Campionati mondiali di nuoto in vasca corta 2022 - 1500 metri stile libero femminili
La gara dei 1 500 metri stile libero femminili dei campionati mondiali di nuoto in vasca corta 2022 si è svolta nella serata del 16 dicembre 2022.

## Podio
| Pos.    | Atleta         | Nazione     |
| ------- | -------------- | ----------- |
| Oro     | Lani Pallister | Australia   |
| Argento | Miyu Namba     | Giappone    |
| Bronzo  | Kensey McMahon | Stati Uniti |

## Record
Prima della manifestazione il record del mondo (RM) e il record dei campionati (RC) erano i seguenti.
|  | 15'08"24 | Katie Ledecky | 29 ottobre 2022 Toronto |

Durante la competizione è stato migliorato il seguente record:
|  | 15'21"43 | Lani Pallister |

## Risultati
| Pos. | Batteria | Corsia | Atleta             | Nazionalità   | Tempo       | Note |
| ---- | -------- | ------ | ------------------ | ------------- | ----------- | ---- |
|      | 3        | 4      | Lani Pallister     | Australia     | 15'21"43    |      |
|      | 3        | 8      | Miyu Namba         | Giappone      | 15'46"76    |      |
|      | 2        | 5      | Kensey McMahon     | Stati Uniti   | 15'49"15    |      |
| 4    | 3        | 6      | Zhang Ke           | Cina          | 15'51"64    |      |
| 5    | 3        | 1      | Caitlin Deans      | Nuova Zelanda | 15'51"98    |      |
| 6    | 3        | 3      | Deniz Ertan        | Turchia       | 15'53"73    |      |
| 7    | 3        | 5      | Merve Tuncel       | Turchia       | 15'58"05    |      |
| 8    | 2        | 6      | Jillian Cox        | Stati Uniti   | 16'09"72    |      |
| 9    | 2        | 4      | Katja Fain         | Slovenia      | 16'12"06    |      |
| 10   | 2        | 3      | Imani de Jong      | Paesi Bassi   | 16'15"61    |      |
| 11   | 3        | 7      | Alexa Reyna        | Francia       | 16'23"32    |      |
| 12   | 3        | 2      | Gabrielle Roncatto | Brasile       | 16'33"31    |      |
| 13   | 2        | 7      | Stephanie Houtman  | Sudafrica     | 16'35"55    |      |
| 14   | 2        | 1      | Klara Bošnjak      | Croazia       | 16'51"02    |      |
| 15   | 1        | 3      | Ng Lai Wa          | Hong Kong     | 17'01"32    |      |
| 16   | 1        | 4      | Kuo Jui-an         | Taipei cinese | 17'16"69    |      |
| 17   | 1        | 5      | Gabriella Doueihy  | Libano        | 17'20"28    |      |
| DNS  | 2        | 2      | Gan Ching Hwee     | Singapore     | Non partita |      |